# Света мученица Ника
Свети Ника је хришћанска мученца и светитељка из 3.. века.
Првобитно је поштована локално. Поверовала је у Исуса Христа и крстила се након што је видела једно од чуда светог Георгија. Током прогона хришћана, 303. године је погубљена одсецањем главе. 
Њен спомен Православна црква слави 25. априла.
Још један светитељ по имену Ника се празнује 16. априла заједно са светим Леонидом, светим Харисом, Галинијем, Калидом, Нунехијом, Василисом и Теодором.